# Philippe-Edmond Désailloud
Philippe-Edmond Désailloud, né en 1914, mort en 1983 et inhumé au cimetière de Biollay à Chamonix-Mont-Blanc, est un homme politique français. Il fut la cheville ouvrière de plusieurs projets dont le téléphérique de l'Aiguille du Midi, le tunnel du Mont-Blanc et le village-piéton de Chamonix-Sud.

## Biographie
Descendant d'une vieille famille chamoniarde, orphelin de guerre, élève de l'École normale supérieure de Saint-Cloud[réf. nécessaire], il fut professeur de lettres au collège d'Annemasse. Sous-lieutenant de chasseurs, mobilisé en 1939, il participe l'année suivante à l'expédition de Namsos puis à la bataille de France où une grave blessure met ses jours en danger. Au terme d'une longue convalescence, il rejoint la résistance et, après la libération, le front des Alpes. Lorsque s'achève la guerre, il porte les galons de capitaine et la légion d'honneur.

## Action au conseil général de Haute-Savoie
Reprenant sa carrière dans les fonctions d'inspecteur de la jeunesse et des sports de la Savoie, il entre pour la première fois au conseil général en 1945. « Il en devient l'enfant terrible, vigoureux dans l'attaque, incisif dans la répartie, indépendant jusqu'à l'isolement, franc jusqu'à la brutalité et opiniâtre dans la réussite ». Sans autre étiquette politique que ses partis pris, son action est restée dans toutes les mémoires. C'est sur les terrains dont il était propriétaire au sud de Chamonix-Mont-Blanc qu'a été construit le village-piéton de Chamonix-Sud. Il a également été très impliqué dans la création du téléphérique de l'Aiguille du Midi. En 1948, il fut en effet « la véritable cheville ouvrière de la réalisation actuelle, s'intéressant au projet qui semblait alors enlisé dans une impasse ». Outre le téléphérique de l'Aiguille du Midi, le tunnel du Mont-Blanc, la rocade, sont autant de projets qu'il va défendre avec l'ardeur qui le caractérise. Dès les années 1960, en accord avec le maire Maurice Herzog, il défend une certaine conception du plan d'aménagement de la ville, basé sur deux pôles : les équipements publics au nord avec la cité Taillibert et résidentiel au sud ; il se battra jusqu'à sa disparition pour la création du village-piéton de Chamonix-Sud. En 1965, il rédige La Bataille des tunnels, un ouvrage sur la réalisation du tunnel du Mont-Blanc, projet tant de fois repris puis abandonné durant près d'un siècle.

## Mandats électifs
- 1945 : élu conseiller municipal de Chamonix-Mont-Blanc
- conseiller général du canton de Chamonix-Mont-Blanc de 1945 à 1964, puis de 1970 à 1976

## Publications
- La Bataille des tunnels, 1965

## Hommage

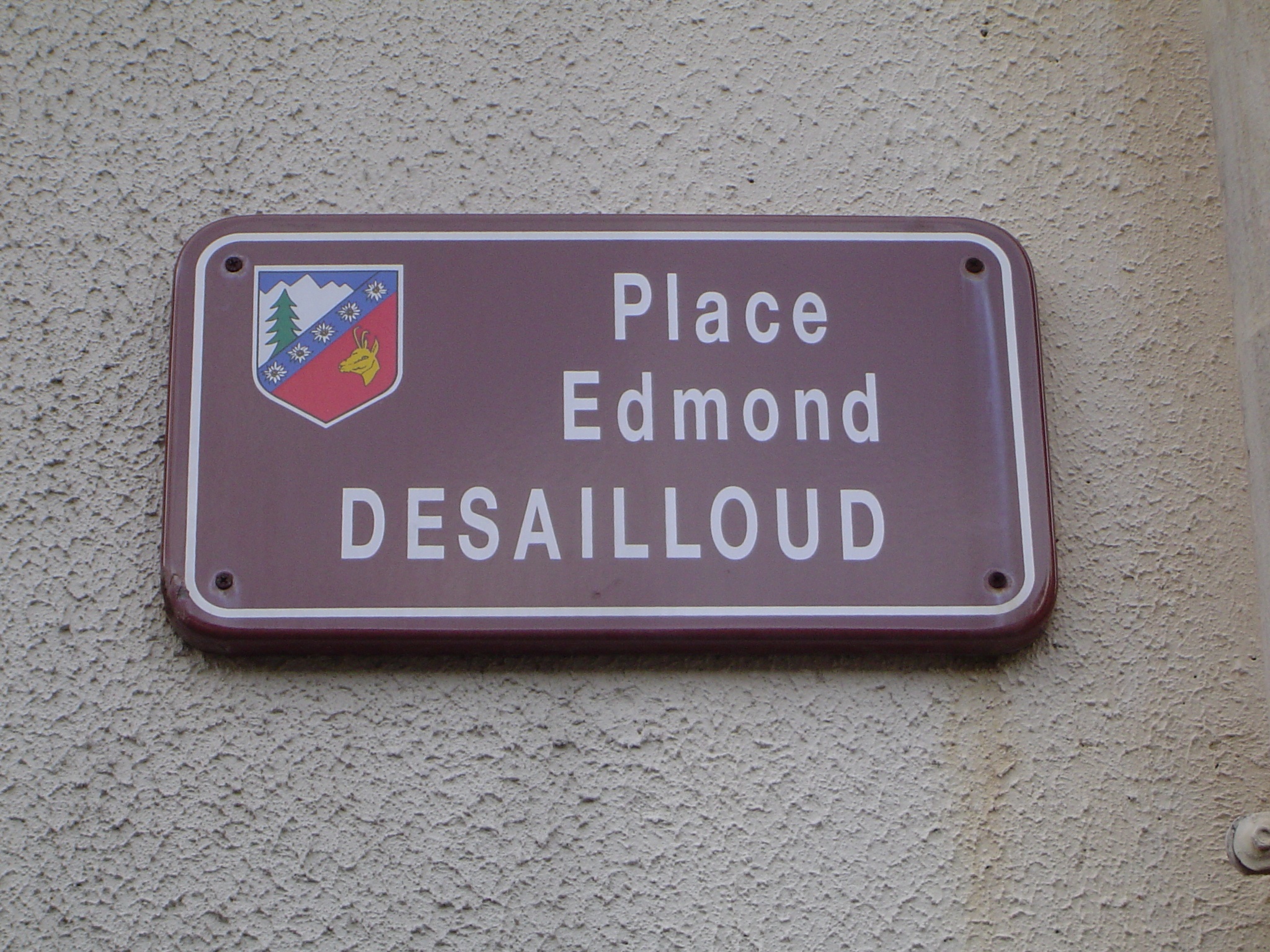
Plaque au sein du village-piéton de Chamonix-Sud

Son nom a été donné à la place principale du village-piéton de Chamonix-Sud.